# Madame Émilie Charrin
ʽMadame Émilie Charrin’ est un cultivar de rosier obtenu en 1895 par le rosiériste lyonnais Jean Perrier. Elle n'est presque plus commercialisée aujourd'hui malgré la délicatesse de ses fleurs d'un joli coloris dit « rose de Chine ». On peut l'admirer à la roseraie du Val-de-Marne de L'Haÿ-les-Roses ou à la roseraie du jardin botanique royal de Madrid.

## Description
Il s'agit d'un grand buisson presque inerme de 120 cm à 130 cm aux fleurs moyennes ou grandes, très doubles, en forme de coupe sur des tiges érigées. Elles sont d'un rose pâle dit « rose de Chine » et sont parfaites pour les fleurs à couper. Elles sont parfumées. La floraison de ce rosier thé est généreuse et remontante.
Sa zone de rusticité est de 6b à 9b ; il résiste donc aux hivers froids.